# Le Nez de Dorothée
Pour les articles homonymes, voir Nez et Dorothée.
Le Nez de Dorothée est une chanson écrite en 1986 par François Corbier, illustrée dans ses clips par Cabu, prenant pour prétexte le nez prétendument long de Dorothée. L'année de sortie de la chanson, Cabu publie d'ailleurs un album de bandes dessinées, intitulée Le Nez de Dorothée, où le long nez de l'animatrice est prétexte à une série de gags. 